# Niko Roiko
Niko Roiko (...) è un giocatore di football americano finlandese che gioca come defensive back per i Porvoon Butchers.